# Довільна пам'ять
Дові́льне запам'ято́вування – навмисний процес, пов'язаний із постановкою суб'єктом мнемічної мети, тобто мети запам'ятати, завчити й зберегти певний обсяг матеріалу для наступного відтворення у формі словесних звітів (на уроці, на іспиті й т.п.) або у формі практичних умінь і навичок у трудовій і навчальній діяльності.
Довільна пам'ять передбачає свідому постановку мети запам'ятати матеріал та вимагає певних вольових зусиль.
За тривалістю закріплення і збереження матеріалу (у зв'язку з його роллю та місцем у діяльності) виокремлюють короткочасну, довготривалу та оперативну пам'ять.
Довготривала пам'ять полягає у набуванні, закріпленні та відтворенні знань, умінь та навичок, розрахованих на довготривале їх збереження і наступне використання в діяльності, що вимагає вольових зусиль, тобто, скоріше, є довільною.
Довготривала пам'ять підтримується більш стабільними змінами в нейронних зв'язках, широко розподілених по всьому мозку. Гіпокамп важливий при консолідації інформації з короткочасної в довготривалу пам'ять, хоча, мабуть, власне в ньому інформація не зберігається. Радше гіпокамп залучений у зміну нейронних зв'язків у період після 3 місяців від початкового навчання.